# Старе-Место
Ста́ре-Ме́сто (чеш. Staré Město (Старэ Мнесто), то есть «Старый город», сначала чеш. Pražské Město, «Пражский город») — исторический район Праги в районе Прага 1 на правом берегу Влтавы, также включает Стрелецкий остров.
Исторически самостоятельное поселение (город) выросло из мелких поселений, которые возникли на важном перекрёстке торговых путей между западом и востоком и вдоль берега Влтавы еще в VIII веке. В IX веке упоминаются первые христианские постройки. В X веке в Праге уже поселились Пржемысловичи. Уже через столетие здесь была активно развита торговля. Город находился на другом берегу от Пражского Града, что давало ему некоторую свободу. Старе-Место располагалось на низкой территории, в «Чешской хронике» говорится о наводнении 1118 года, которое унесло много домов.
В 1158 году был построен каменный Юдитин мост, предшественник Карлова моста. Он соединил Старе Место и Мала-Страну.
Обычно считается, что в XII веке в Праге были защищены стенами только грады (Пражский Град, Вышеград). Отсутствие стен стало особенно опасно, когда в начале XIII века в Центральной Европе был риск нашествия татар. Поэтому Вацлав I повелел обнести города стенами, защитить деревом и камнем, принудить монахов и светских к строительству рвов и валов. Предполагается, что до 1250 года укрепления были закончены. Они были общей длиной 1700 метров и ограничивали территорию в 140 Га.
В XVIII веке Иосиф II стал воплощать в жизнь многочисленные реформы. За недолгие 10 лет своего правления (1780—1790) он успел изменить Прагу коренным образом. Указом 1784 года он повелел объединить пражские города в один — hlavní město Praha, тогда Старе-Место стало Прагой I, Нове-Место — Прагой II, Мала-Страна — Прагой III, Градчаны — Прагой IV. Иосиф II распустил многие церковные институты, средневековые организации, суды. Как орган управления в Праге был назначен магистрат, который стал размещаться в Староместской ратуше. Для этого её пришлось частично перестроить, был уничтожен средневековый зал. Император завёл строительные нормы, пожарные нормы, рекомендовал утверждать проекты с акцентом на прочности и правильности и на прямоту улиц. Фактически он принёс те же мысли, что господствовали при перестройке Праги через 100 лет. Критикуется невнимание к исторически ценным объектам, централизация (потеря самостоятельности пражских городов), бюрократизация.

## Факты
Обозначение «Старый город» прижилось, когда император Карл IV в XIV веке основал Нове-Место. В северо-западной части Старе-Места, граничащей с Влтавой, расположен пражский Еврейский город.
Старе-Место застроилось вокруг огромной рыночной площади. Только спустя почти 300 лет при короле Вацлаве I город был обнесен мощной крепостной стеной и получил городские права.
- На Староместской площади была построена Староместская ратуша и башня. На башне были установлены часы и календарь.
- Чешские короли перенесли сюда свою резиденцию в XV веке.
- Рядом со Староместской башней расположена площадь Крестоносцев, где был установлен памятник 500-летию основания Пражского (Карлова) университета.
- В 1556 году монахи ордена иезуитов построили в Старе-Месте Клементинум — учебное заведение, целиком и полностью подчинённое католической церкви.
- После 1893 года часть средневековых кварталов Старе-Места была снесена и территории застроены заново.
- Еврейский квартал вырос в городе в середине XIII века. Евреи жили обособленно от христианского населения и не имели права участвовать в политической жизни города, к тому же часто подвергались погромам. Евреи окончательно получили на чешской земле гражданские и политические права только в 1848 году.
- В 1850 году Пражское гетто стало одним из кварталов Праги. Ему дали название «Йозефов», в честь австрийского императора Йозефа II, который издал первые указы об уравнивании евреев в правах с местным населением.
- В ходе расчистки трущоб на переломе XIX—XX веков большинство стоявших здесь старых построек было снесено, а на их месте построены многоэтажные жилые дома.
- по Целетной улице Старе-Места походила королевская дорога.

## Достопримечательности
- Староместская площадь являлась важнейшей площадью королевской Праги, в Средние века здесь располагался главный городской рынок, в центре площади находится памятник Яну Гусу.
- Рудольфинум — «Дом искусств». Здание XIX века с двумя концертными залами, картинной галереей, кафе и репетиционными залами оркестра Чешской филармонии.

- Карлов мост — самое известное городское сооружение было построено в XIV веке. Мост украшен 30 статуями.
- Пороховая башня была построена в XV веке и находится в восточной части улицы Целетной. Отсюда начинается королевский маршрут.
- Йозефов — еврейский квартал, в котором находится самая старая действующая синагога в Европе, старое еврейское кладбище и другие достопримечательности.
- Испанская синагога — одна из красивейших европейских синагог, соседствующая с памятником самому известному жителю еврейского квартала — Францу Кафке.
- Общественный дом — самое известное пражское здание в стиле модерн.
- Клементинум — монастырский комплекс Ордена иезуитов.
- Каролинум — первое здание первого пражского университета.
- Музей Бедржиха Сметаны расположен в здании бывшего водопроводной станции Старого города, построенного в 1883 году по проекту архитектора Антонина Вигла.
- Храм святого Мартина в стене
- Дом «У двух золотых медведей» — памятник культуры с 1958 года.